# Danh sách loài cá voi theo số lượng
Đây là một danh sách các loài cá voi theo số lượng toàn cầu.
Danh sách này không phải là toàn diện, không phải tất cả các loài linh trưởng có số lượng chính xác.
| Tên thông thường                  | Tên khoa học           | Số lượng        | Tình trạng | Xu hướng   | Chú thích | Hình ảnh |
| --------------------------------- | ---------------------- | --------------- | ---------- | ---------- | --- | -------- |
| Cá voi đầu bò Bắc Đại Tây Dương   | Eubalaena glacialis    | 300 – 350       | EN         | [ 1 ]      | Chỉ ước tính số lượng phía đông; sự tồn tại của phần phía tây được tranh luận. |          |
| Cá voi đầu bò Bắc Thái Bình Dương | Eubalaena japonica     | 500             | EN         | Không biết | Rough estimate; quality of population data is greatly increasing. |          |
| Cá heo California                 | Phocoena sinus         | 177 - 1073      | CR         | [ 3 ]      | 95% confidence interval. |          |
| Cá heo sông Nam Á                 | Platanista gangetica   | 843 – 1171      | EN         | Không biết | |          |
| Cá voi đầu bò phương nam          | Eubalaena australis    | 7500            | LC         | [ 5 ]      | Ước tính từ năm 1997; con số có thể tăng lên. |          |
| Cá voi đầu cong                   | Balaena mysticetus     | 10 000          | LC         | [ 6 ]      | Ước tính tối thiểu. |          |
| Cá voi xanh                       | Balaenoptera musculus  | 10 000 – 25 000 | EN         | [ 7 ]      | 3-11% số lượng năm 1911. Trước khi đánh bắt cá voi, số lượng lớn nhất là ở Nam Cực, số lượng khoảng 239.000 (202.000 đến 311.000). |          |
| Cá voi xám                        | Eschrichtius robustus  | 15 000 – 22 000 | LC         | [ 11 ]     | Số liệu này dùng với số phía đông; số phía tây ~100. |          |
| Cá voi đầu dưa                    | Peponocephala electra  | 50 000          | LC         | Không biết | Ước tính tối thiểu. |          |
| Cá hổ kình                        | Orcinus orca           | 50 000          | DD         | Không biết | Ước tính tối thiểu. Ước tính từng khu vực bao gồm 25,000 ở Nam Cực, 8500 tại vùng nhiệt đới Thái Bình Dương, 2,250–2,700 ngoài vùng đông bắc Thái Bình Dương lạnh và 500–1,500 ngoài Na Uy. Cơ quan Thủy sản của Nhật Bản ước tính 2,321 cá thể ở các vùng biển xung quanh Nhật Bản. |          |
| Cá voi lưng gù                    | Megaptera novaeangliae | 60 000          | LC         | [ 18 ]     | Ước tính tối thiểu. |          |
| Kỳ lân biển                       | Monodon monoceros      | 80 000          | NT         | Không biết | Ước tính tối thiểu. |          |
| Cá voi mõm khoằm Cuvier           | Ziphius cavirostris    | 100 000         | LC         | Không biết | Ước tính tối thiểu; có thể cao hơn nhiều. |          |
| Cá heo răng nhám                  | Steno bredanensis      | 150 000         | LC         | Không biết | |          |
| Cá voi trắng                      | Delphinapterus leucas  | 200 000         | NT         | Không biết | Ước tính tối thiểu. |          |
| Cá heo mũi chai                   | Tursiops truncatus     | 600 000         | LC         | Không biết | Ước tính tối thiểu. |          |
| Cá heo cảng                       | Phocoena phocoena      | 700 000         | LC         | Không biết | Ước tính tối thiểu. |          |
| Cá heo Dall                       | Phocoenoides dalli     | 1 200 000       | LC         | Không biết | Ước tính tối thiểu. |          |
| Cá heo sọc                        | Stenella coeruleoalba  | 2 000 000       | LC         | Không biết | Ước tính tối thiểu. |          |
| Cá heo đốm nhiệt đới              | Stenella attenuata     | 2 500 000       | LC         | Không biết | Ước tính tối thiểu. |          |